# A Decade of Fair Warning
A Decade of Fair Warning è una raccolta (la seconda) del gruppo AOR/hard rock tedesco Fair Warning.

## Tracce
1. Out On The Run
2. Save Me
3. Forever
4. All On Your Own
5. Heart On The Run
6. When Love Fails
7. I'll Be There
8. Tell Me I'm Wrong
9. Still I Believe
10. Angels Of Heaven
11. Through The Fire
12. Sailing Home
13. I Fight
14. Eyes Of A Stranger
15. Come On
16. Burning Heart
17. Long Gone

## Formazione
- Tommy Heart (voce)
- Andy Malecek (chitarra)
- Helge Engelke (chitarra)
- Ule Ritgen (basso)
- C.C.Behrens (batteria)